# Condado de Jefferson (Kentucky)
El condado de Jefferson (en inglés: Jefferson County), fundado en 1780, es uno de 120 condados del estado estadounidense de Kentucky. En el año 2007, el condado tenía una población de 709264 habitantes y una densidad poblacional de 695 habitantes/km². La sede del condado es Louisville.

## Geografía
Según la Oficina del Censo, el condado tiene un área total de 1033 km² (398,8 mi²), de la cual 997 km² (384,9 mi²) son tierra y 34 km² (13,1 mi²) (3,38%) son agua.

### Condados adyacentes
- Condado de Bullitt (sur)
- Condado de Shelby (este)
- Condado de Oldham (noreste)
- Condado de Spencer (sureste)
- Condado de Hardin (suroeste)
- Condado de Clark (Indiana) (norte)
- Condado de Harrison (Indiana) (oeste)
- Condado de Floyd (Indiana) (noroeste)

## Demografía
Según la Oficina del Censo en 2005, los ingresos medios por hogar en el condado eran de 43789$, y los ingresos medios por familia eran 49161$. Los hombres tenían unos ingresos medios de 36484$ frente a los 26255$ para las mujeres. La renta per cápita para el condado era de 22352$. Alrededor del 12,40% de la población estaban por debajo del umbral de pobreza.

## Localidades
| - Anchorage - Audubon Park - Bancroft - Barbourmeade - Beechwood Village - Bellemeade - Bellewood - Blue Ridge Manor - Briarwood - Broad Fields - Broeck Pointe - Brownsboro Farm - Brownsboro Village - Buechel † - Cambridge - Cherrywood Village - Coldstream - Creekside - Crossgate - Douglass Hills - Druid Hills - Fairdale † - Fairmeade - Fern Creek † - Fincastle - Fisherville | - Forest Hills - Glenview Hills - Glenview Manor - Glenview - Goose Creek - Graymoor-Devondale - Green Spring - Heritage Creek - Hickory Hill - Highview † - Hills and Dales - Hollow Creek - Hollyvilla - Houston Acres - Hurstbourne Acres - Hurstbourne - Indian Hills - Jeffersontown - Keeneland - Kingsley - Langdon Place - Lincolnshire - Louisville - Lyndon - Lynnview - Manor Creek | - Maryhill Estates - Meadow Vale - Meadowbrook Farm - Meadowview Estates - Middletown - Mockingbird Valley - Moorland - Murray Hill - Newburg † - Norbourne Estates - Northfield - Norwood - Okolona † - Old Brownsboro Place - Parkway Village - Plantation - Pleasure Ridge Park † - Plymouth Village - Poplar Hills - Prospect - Richlawn - Riverwood - Rolling Fields | - Rolling Hills - Seneca Gardens - Shively - South Park View - Spring Mill - Spring Valley - Springlee - St. Dennis † - St. Matthews - St. Regis Park - Strathmoor Manor - Strathmoor Village - Sycamore - Ten Broeck - Thornhill - Valley Station † - Watterson Park - Wellington - West Buechel - Westwood - Whipps Millgate - Wildwood - Windy Hills - Woodland Hills - Woodlawn Park - Worthington Hills |

† anteriormente un lugar designado por el censo en el condado, sin embargo, en 2003, estos lugares se convirtieron en barrios dentro de los límites del área metropolitana de Louisville.